# 브라이언 버크

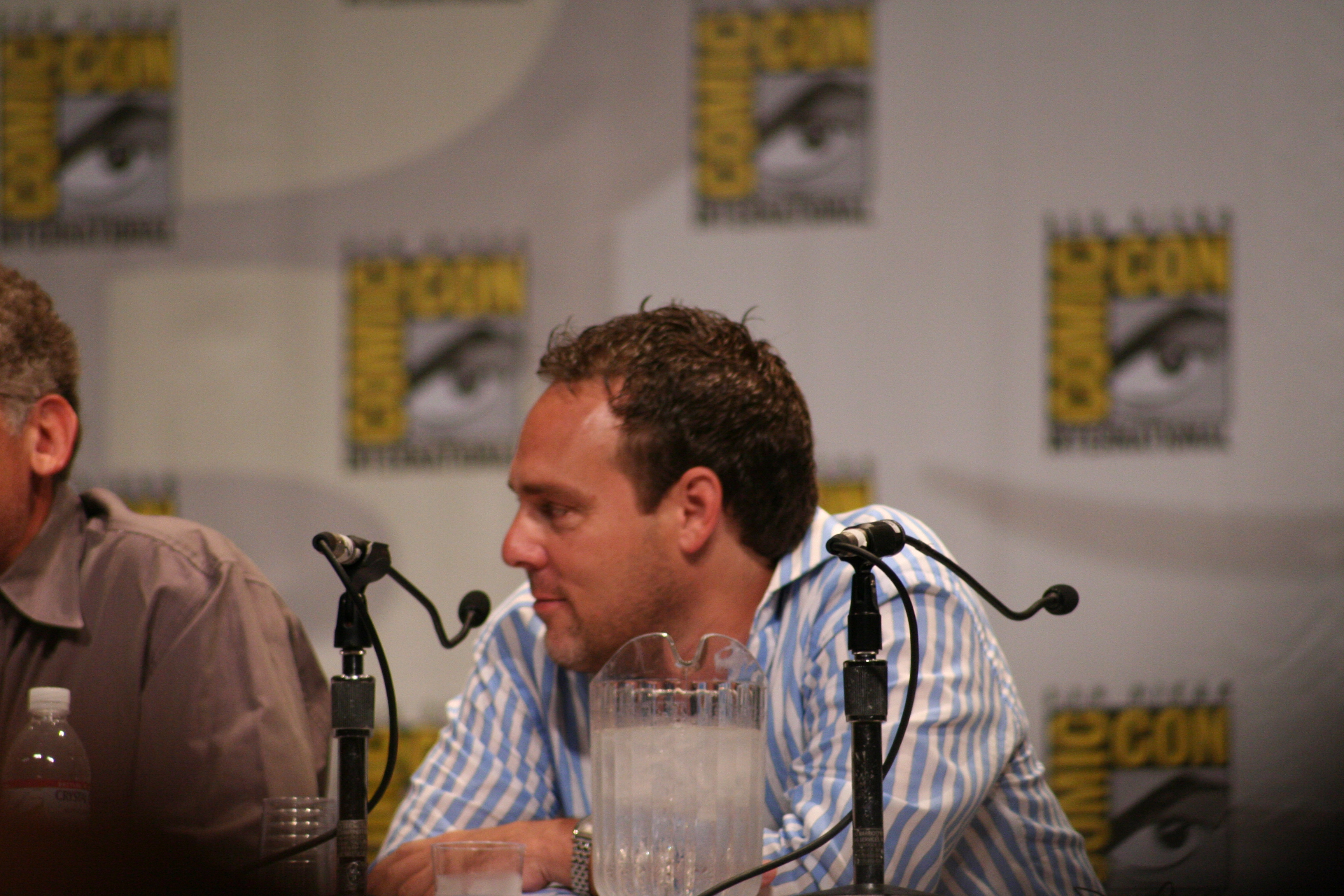
브라이언 버크

브라이언 버크 (Bryan Burk, 1968년 12월 30일 ~ ) 은 미국의 텔레비전 감독이다.
USC's School of Cinema-Television을 졸업한 후 콜롬비아 픽처스의 브래드 웨스턴, 소니 픽처스의 네드 타넌, 폭스의 존 데이비스와 감독 인생을 시작하게 되었다. 1995년, 거버 픽처스에 입사하였다.
J. J. 에이브럼스와 합작해 앨리어스, 식스 디그리스, 브라이언에 대해서, 로스트, 클로버필드, 스타 트랙 등 다작을 만들어 냈다.